# Estados Papais
Os Estados Papais ou Estados Pontifícios (em italiano: Stato Pontificio; em latim: Dicio Pontificia), oficialmente o Estado da Igreja, eram um conglomerado de territórios na península italiana sob o governo soberano direto do Papa de 756 a 1870. Eles estavam entre os principais estados da Itália desde o século VIII até a unificação da Itália, que ocorreu entre 1859 e 1870, e culminou em sua extinção.
O estado foi legalmente estabelecido no século VIII, quando Pepino, o Breve, rei dos francos, presenteou o Papa Estêvão II, como soberano temporal, com terras anteriormente mantidas pelos lombardos arianos, adicionando-as às terras e outros bens imóveis anteriormente adquiridos e mantidos pelos bispos de Roma como proprietários desde a época de Constantino em diante. Esta doação ocorreu como parte de um processo pelo qual os papas começaram a se afastar dos imperadores bizantinos como seus principais guardiões temporais por razões como o aumento dos impostos imperiais, desacordo com relação à iconoclastia e falha dos imperadores, ou de seus exarcas na Itália, em proteger Roma e o resto da península da invasão e pilhagem bárbara.
Durante o Renascimento, o território papal se expandiu muito, e o Papa se tornou um dos governantes mais importantes da Itália. No seu apogeu, os Estados Papais cobriam a maior parte das regiões italianas modernas do Lácio (que inclui Roma), Marcas, Úmbria, Romanha e partes da Emília. O reinado dos papas sobre essas terras foi uma exemplificação de seus poderes temporais como governantes seculares, em oposição à sua primazia eclesiástica.
Em 1860, grande parte do território dos Estados Pontifícios havia sido conquistado pelo Reino da Itália. Somente o Lácio, incluindo Roma, permaneceu sob o controle temporal do Papa. Em 1870, o Papa perdeu o Lácio e Roma e não tinha mais nenhum território físico, exceto a Cidade Leonina dentro de Roma, que o novo estado italiano se absteve de ocupar militarmente, apesar de sua anexação. Em 1929, o líder fascista italiano Benito Mussolini, chefe do governo italiano, pôs fim ao problema do "Prisioneiro no Vaticano", envolvendo uma Itália unificada e a Santa Sé, ao negociar o Tratado de Latrão, assinado pelas duas partes. Este tratado reconheceu a soberania da Santa Sé sobre uma entidade territorial recém-criada, uma cidade-estado dentro de Roma, limitada a um território simbólico que se tornou a Cidade do Vaticano.

## Nome
Os Estados Papais também eram conhecidos como Estado Papal; embora o plural seja geralmente preferido, o singular é igualmente correto, pois a entidade política era mais do que uma mera união pessoal. Os territórios eram referidos de várias maneiras como O(s) Estado(s) da Igreja, os Estados Pontifícios, os Estados Eclesiásticos, o Patrimônio de São Pedro ou os Estados Romanos (em italiano: Stato Pontificio, também Stato della Chiesa, Stati della Chiesa, Stati Pontifici, e Stato Ecclesiastico; em latim: Status Pontificius, também Dicio Pontificia “governo papal”). Até certo ponto, o nome usado variou de acordo com as preferências e hábitos das línguas europeias nas quais era expresso.

## História

### Origens
Durante os seus primeiros 300 anos, dentro do Império Romano, a Igreja foi perseguida e incapaz de deter ou transferir propriedades. As primeiras congregações se reuniam em salas reservadas para esse propósito nas casas de fiéis ricos, e várias igrejas titulares localizadas nos arredores de Roma eram mantidas como propriedade de indivíduos, e não de qualquer entidade corporativa. No entanto, a propriedade detida nominalmente ou efetivamente por membros individuais das igrejas romanas normalmente seria tratada como um patrimônio comum, entregue sucessivamente ao "herdeiro" legítimo daquela propriedade, geralmente seus diáconos seniores, que eram, por sua vez, assistentes do bispo local. Este património comum tornou-se bastante considerável, incluindo não só casas, etc. em Roma ou nas proximidades, mas também propriedades rurais, como latifúndios, no todo ou em parte, em toda a Itália e além.
Uma lei de Constantino, o Grande, promulgada em 321, permitiu que a Igreja Cristã possuísse propriedades e devolveu-lhe qualquer propriedade anteriormente confiscada; nas cidades maiores deste império, a propriedade restaurada teria sido bastante considerável, o patrimônio romano não sendo o menor entre eles. O Palácio de Latrão foi doado ao patrimônio, provavelmente pelo próprio Constantino.
Outras doações se seguiram, principalmente na Itália continental, mas também nas províncias do Império Romano. Entretanto, a Igreja Romana detinha todas essas terras como proprietária privada, não como uma entidade soberana. Após a queda do Império Romano do Ocidente, o papado se viu cada vez mais em uma posição precária e vulnerável. À medida que a autoridade central romana se desintegrava ao longo do final do século V, o controle sobre a península Itálica mudou de mãos repetidamente, caindo sob a suserania ariana de Odoacro em 473 e, em 493, de Teodorico, rei dos ostrogodos. Os reis ostrogodos continuariam a governar grande parte da Itália até 554. A Igreja Romana submeteu-se necessariamente à sua autoridade soberana, ao mesmo tempo que afirmava a sua primazia espiritual sobre toda a cristandade.
A partir de 535, o imperador bizantino Justiniano I lançou uma série de campanhas para arrancar a Itália dos ostrogodos, que continuaram até 554 e devastaram as estruturas políticas e econômicas da Itália. Justiniano estabeleceu o Exarcado de Ravena, do qual o Ducado de Roma, uma área aproximadamente contígua ao moderno Lácio, era uma divisão administrativa. Em 568, os lombardos entraram na península pelo norte, estabelecendo seu próprio reino italiano e, nos dois séculos seguintes, conquistariam a maior parte do território italiano recentemente recuperado por Bizâncio. No século VII, a autoridade bizantina estava amplamente limitada a uma faixa diagonal que ia aproximadamente de Ravena, onde o vigário do imperador, ou exarca, estava localizado, até Roma e ao sul até Nápoles, além dos exclaves costeiros. A norte de Nápoles, a faixa de controlo bizantino contraiu-se e as fronteiras do "corredor Roma-Ravena" tornaram-se extremamente estreitas.
Com o poder bizantino efetivo concentrado na extremidade nordeste deste território, o papa, como o maior proprietário de terras e figura mais prestigiosa da Itália, começou por omissão a assumir grande parte da autoridade governante que os bizantinos não conseguiam exercer nas áreas que rodeavam a cidade de Roma. Embora os papas permanecessem legalmente como “súditos romanos” sob a autoridade bizantina, na prática o Ducado de Roma tornou-se um estado independente.
O apoio popular aos papas na Itália permitiu que vários deles desafiassem a vontade do imperador bizantino: o Papa Gregório II excomungou o Imperador Leão III durante a Controvérsia Iconoclasta. No entanto, o Papa e o exarca ainda trabalharam juntos para limitar o poder crescente dos lombardos na Itália. À medida que o poder bizantino enfraquecia, o papado assumiu um papel cada vez maior na protecção de Roma dos lombardos, mas, sem controlo directo sobre consideráveis activos militares, o papa confiou principalmente na diplomacia para conseguir isso. Na prática, esses esforços papais serviram para concentrar o engrandecimento lombardo no exarca e em Ravena. Um momento culminante na fundação dos Estados Papais foi o acordo sobre as fronteiras contidas na Doação de Sutri (728) do Rei Lombardo Liutprando ao Papa Gregório II.

### Doação de Pepino
Quando o Exarcado de Ravena finalmente caiu para os lombardos em 751,  o Ducado de Roma foi completamente separado do Império Bizantino, do qual teoricamente ainda fazia parte. Os papas renovaram tentativas anteriores de garantir o apoio dos francos. Em 751, o Papa Zacarias coroou Pepino, o Breve, rei no lugar do impotente rei merovíngio Quilderico III. O sucessor de Zacarias, o Papa Estêvão II, mais tarde concedeu a Pepino o título de Patrício dos Romanos. Pepino liderou um exército franco na Itália em 754 e 756, derrotou os lombardos, assumindo assim o controle do norte da Itália, e fez uma doação das terras que antes constituíam o Exarcado de Ravena ao papa.
Em 781, Carlos Magno codificou as regiões sobre as quais o papa seria soberano temporal: o Ducado de Roma, Ravena, o Ducado de Pentápolis, partes do Ducado de Benevento, Toscana, Córsega, Lombardia e várias cidades italianas. A cooperação entre o papado e a dinastia carolíngia atingiu o clímax em 800, quando o Papa Leão III coroou Carlos Magno " Imperador dos Romanos".

### Relação com o Sacro Império Romano-Germânico
Do século IX ao século XII, a natureza precisa da relação entre os papas e os imperadores – e entre os Estados Papais e o Sacro Império Romano-Germânico – foi contestada. Não estava claro se os Estados Papais eram um reino separado com o Papa como seu governante soberano, ou uma parte do Império Franco sobre o qual os papas tinham controle administrativo, como sugerido no tratado Libellus de imperatoria potestate in urbe Roma, do final do século IX, ou se os imperadores do Sacro Império Romano eram vigários do Papa que governava a Cristandade, com o Papa diretamente responsável apenas pelos arredores de Roma e pelos deveres espirituais.
O Sacro Império Romano, em sua forma franca, entrou em colapso quando foi subdividido entre os netos de Carlos Magno. O poder imperial na Itália diminuiu e o prestígio do papado declinou. Isso levou a um aumento no poder da nobreza romana local, e o controle dos Estados Papais durante o início do século X passou para uma família aristocrática poderosa e corrupta, os Teofilactos. Este período foi posteriormente apelidado de Saeculum obscurum (“idade das trevas”), e às vezes como o “governo das prostitutas”. 
Na prática, os papas não conseguiram exercer soberania efetiva sobre os extensos e montanhosos territórios dos Estados Papais, e a região preservou seu antigo sistema de governo, com muitos pequenos condados e marquesados, cada um centrado em uma rocca fortificada.
Ao longo de várias campanhas em meados do século X, o governante alemão Otão I conquistou o norte da Itália; o Papa João XII coroou-o imperador (o primeiro assim coroado em mais de quarenta anos) e os dois ratificaram o Privilegium Ottonianum, pelo qual o imperador se tornou o garante da independência dos Estados Pontifícios.  No entanto, ao longo dos dois séculos seguintes, papas e imperadores discutiram sobre uma variedade de questões, e os governantes alemães rotineiramente trataram os Estados Papais como parte de seus reinos nas ocasiões em que projetavam poder no norte e centro da Itália. À medida que a Reforma Gregoriana trabalhava para libertar a administração da igreja da interferência imperial, a independência dos Estados Papais aumentava em importância. Após a extinção da dinastia Hohenstaufen, os imperadores alemães raramente interferiram nos assuntos italianos. Em resposta à luta entre os guelfos e os gibelinos, o Tratado de Veneza oficializou a independência dos Estados Pontifícios do Sacro Império Romano em 1177. Em 1300, os Estados Papais, juntamente com o resto dos principados italianos, eram efetivamente independentes.

### Papado de Avinhão
De 1305 a 1378, os papas viveram no enclave papal de Avinhão, cercado pela Provença e sob a influência dos reis franceses.  Este período foi conhecido como “Avignonês” ou “Cativeiro Babilônico”.  Durante este período, a própria cidade de Avignon e o vizinho Condado Venaissino foram adicionados aos Estados Papais; permaneceu como possessão papal por cerca de 400 anos, mesmo depois que os papas retornaram a Roma, até ser tomada e incorporada ao estado francês durante a Revolução Francesa .
Durante o Papado de Avinhão, déspotas locais aproveitaram a ausência dos papas para se estabelecerem em cidades nominalmente papais: os Pepoli em Bolonha, os Ordelaffi em Forlì, os Manfredi em Faenza e os Malatesta em Rimini, todos deram reconhecimento nominal aos seus senhores papais e foram declarados vigários da Igreja.
Em Ferrara, a morte de Azzo VIII d'Este sem herdeiros legítimos (1308) encorajou o Papa Clemente V a colocar Ferrara sob seu governo direto: no entanto, foi governada por seu vigário nomeado, o rei Roberto de Nápoles, por apenas nove anos antes que os cidadãos convocassem o Este do exílio (1317). As interdições e excomunhões foram em vão porque em 1332, João XXII foi obrigado a nomear três irmãos Este como seus vigários em Ferrara.
Na própria Roma, os Orsini e os Colonna lutaram pela supremacia, dividindo os rioni da cidade entre eles. A anarquia aristocrática resultante na cidade forneceu o cenário para os sonhos fantásticos de democracia universal de Cola di Rienzo, que foi aclamado Tribuno do Povo em 1347,  e teve uma morte violenta no início de outubro de 1354, quando foi assassinado por apoiadores da família Colonna.  Para muitos, em vez de um antigo tribuno romano renascido, ele tornou-se apenas mais um tirano que usava a retórica da renovação e renascimento romanos para mascarar a sua busca pelo poder. Como afirma Guido Ruggiero, “mesmo com o apoio de Petrarca, o seu regresso aos primeiros tempos e o renascimento da Roma antiga não prevaleceriam”.
O episódio de Rienzo gerou novas tentativas do papado ausente de restabelecer a ordem nos Estados Papais em dissolução, resultando no progresso militar do Cardeal Albornoz, que foi nomeado legado papal, e seus condottieri liderando um pequeno exército mercenário. Tendo recebido o apoio do arcebispo de Milão, Giovanni Visconti, ele derrotou Giovanni di Vico, senhor de Viterbo, movendo-se contra Galeotto Malatesta de Rimini e os Ordelaffi de Forlì, os Montefeltro de Urbino e os da Polenta de Ravenna, e contra as cidades de Senigallia e Ancona . Os últimos resistentes ao controle papal total foram Giovanni Manfredi de Faenza e Francesco II Ordelaffi de Forlì. Albornoz, prestes a ser chamado de volta, em uma reunião com todos os vigários papais em 29 de abril de 1357, promulgou as Constitutiones Sanctæ Matris Ecclesiæ, que substituíram o mosaico de leis locais e acumularam "liberdades" tradicionais por um código uniforme de direito civil. Essas Constitutiones Aegidianae (como são informalmente conhecidas) marcam um divisor de águas na história jurídica dos Estados Papais; elas permaneceram em vigor até 1816. O Papa Urbano V aventurou-se a regressar a Itália em 1367, o que se revelou prematuro; regressou a Avignon em 1370, pouco antes da sua morte.

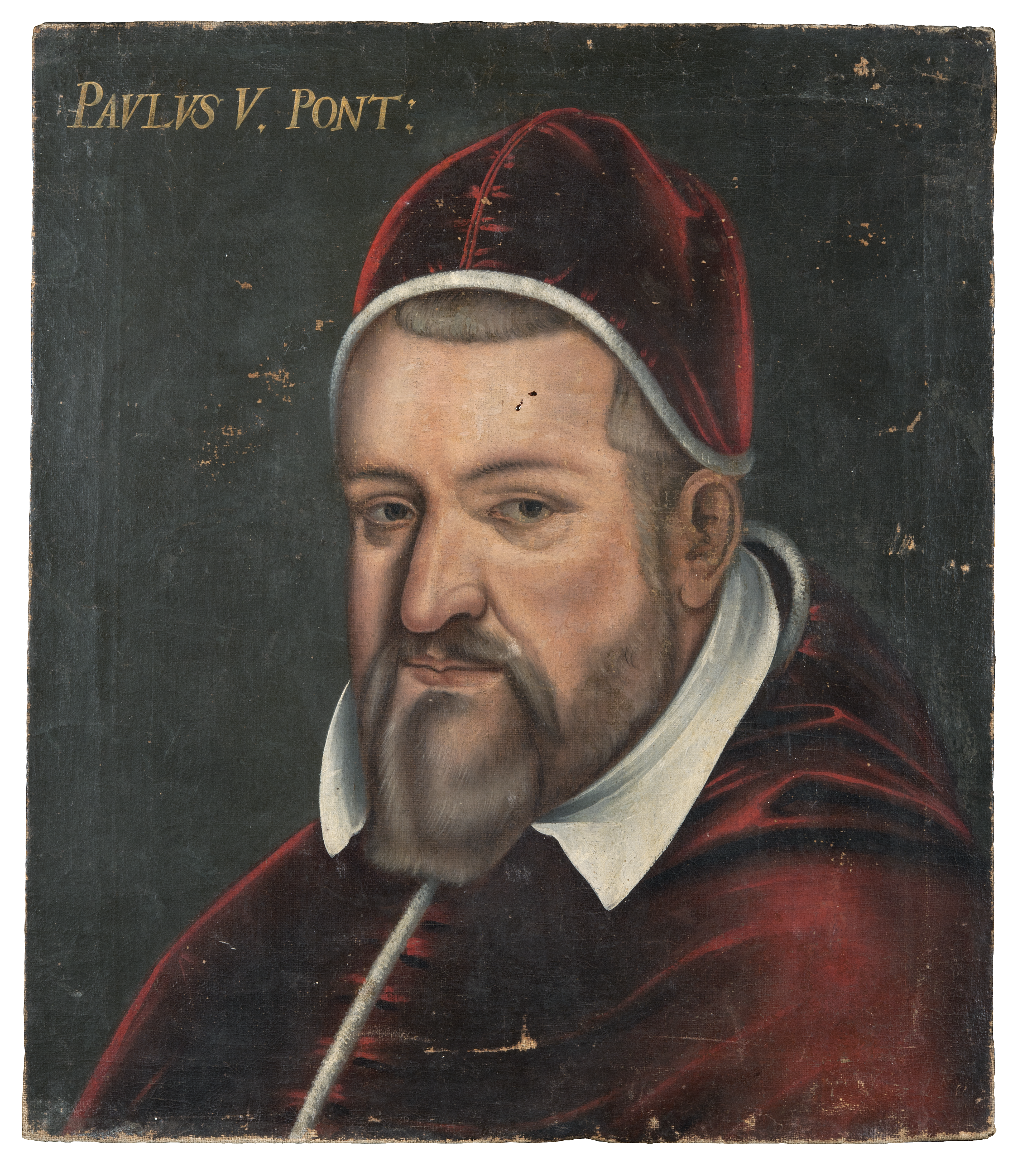
O Papa Paulo V encomendou o Palácio do Quirinal

### Renascimento
Durante o Renascimento, o território papal expandiu-se grandemente, principalmente sob os papas Alexandre VI e Júlio II. O Papa se tornou um dos governantes seculares mais importantes da Itália, bem como o chefe da Igreja, assinando tratados com outros soberanos e travando guerras. Na prática, porém, a maioria dos Estados Papais ainda era controlada apenas nominalmente pelo Papa, e grande parte do território era governado por príncipes menores. O controle sempre foi contestado; de fato, foi preciso esperar até o século XVI para que o Papa tivesse algum controle genuíno sobre todos os seus territórios.

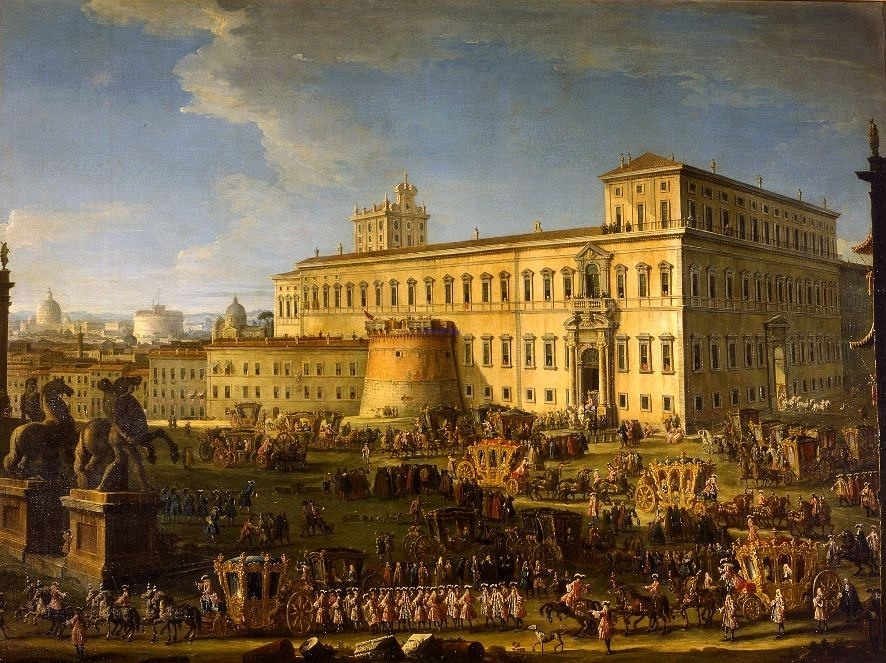
O Palácio do Quirinal, 1777

As responsabilidades papais frequentemente estavam em conflito. Os Estados Papais estiveram envolvidos em pelo menos três guerras nas duas primeiras décadas do século XVI. Júlio II, o "Papa Guerreiro", lutou em nome deles.

### A Reforma
A Reforma começou em 1517. Em 1527, antes do Sacro Império Romano lutar contra os protestantes, as tropas leais ao Imperador Carlos V saquearam brutalmente Roma e aprisionaram o Papa Clemente VII, como efeito colateral das batalhas pelos Estados Papais. Assim, Clemente VII foi forçado a desistir de Parma, Modena e vários territórios menores. Uma geração mais tarde, os exércitos do Rei Filipe II de Espanha derrotaram os do Papa Paulo IV na Guerra Italiana de 1551-1559, travada para impedir o crescente domínio espanhol na Itália.
Este período viu um renascimento gradual do poder temporal do papa nos Estados Pontifícios. Ao longo do século XVI, feudos praticamente independentes, como Rimini (uma possessão da família Malatesta), foram trazidos de volta ao controle papal. Em 1512, o estado da igreja anexou Parma e Piacenza, que em 1545 se tornaram um ducado independente sob o governo de um filho ilegítimo do Papa Paulo III. Este processo culminou na recuperação do Ducado de Ferrara em 1598, e do Ducado de Urbino em 1631.
Em 1649, após a anexação do Ducado de Castro, os Estados Papais atingiram sua maior extensão, incluindo a maior parte da Itália central – Lácio, Úmbria, Marcas e as legações de Ravena, Ferrara e Bolonha, estendendo-se para o norte até a Romanha. Também incluía os pequenos enclaves de Benevento e Pontecorvo, no sul da Itália, e o maior Condado Venaissino, ao redor de Avinhão no sul da França.

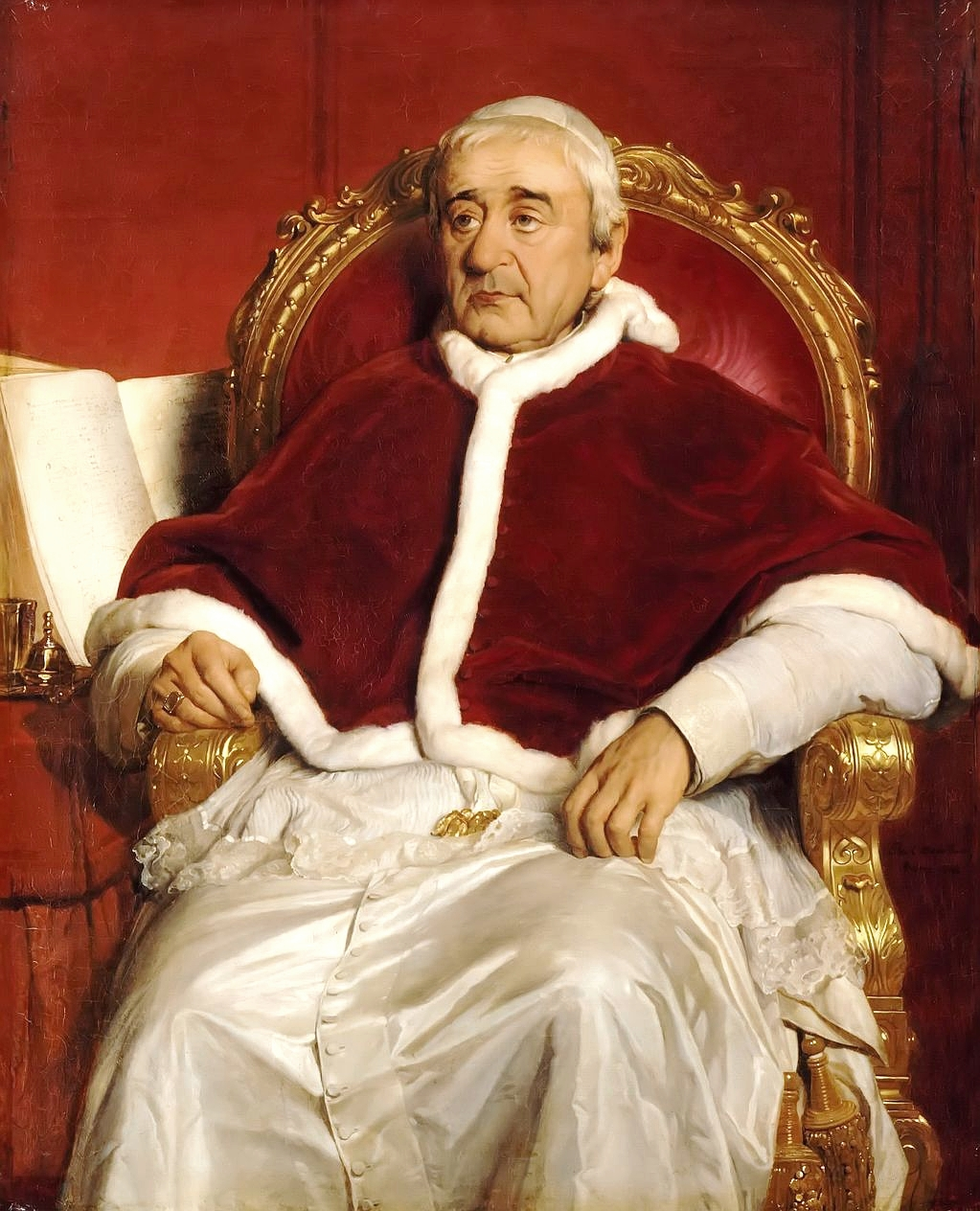
Papa Gregório XVI

### República Romana, Era Napoleônica
Esta superfície foi mantida até 1791, quando a Revolução Francesa afetou os territórios temporais do Papado, bem como a Igreja Romana em geral. Em 1791, uma eleição no Condado Venaissino e Avinhão foi seguida pela ocupação pela França Revolucionária. Mais tarde, com a invasão francesa da Itália em 1796, as Legações (territórios do norte dos Estados Pontifícios) foram tomadas e tornaram-se parte da República Cisalpina.
Dois anos mais tarde, as forças francesas invadiram a área restante dos Estados Papais e, em fevereiro de 1798, o general Louis-Alexandre Berthier declarou a República Romana.  O Papa Pio VI fugiu de Roma para Siena e morreu no exílio em Valence em 1799.  Em outubro de 1799, tropas napolitanas sob o comando do rei Fernando invadiram a recém-fundada república e restauraram os Estados Papais, pondo fim à república. Os franceses rapidamente expulsaram os napolitanos e reocuparam os Estados Papais, mas não se preocuparam em restaurar a república, pois continuaram sua invasão até Nápoles, onde estabeleceram outra república. Em junho de 1800, o Consulado Francês concluiu formalmente a ocupação e restaurou os Estados Pontifícios, com o recém-eleito Papa Pio VII fixando residência em Roma. No entanto, em 1808, o Império Francês sob Napoleão invadiu novamente, e desta vez em 17 de maio de 1809, o restante dos Estados da Igreja foram anexados à França, formando os departamentos de Tibre e Trasimène.
Após a queda do Primeiro Império Francês em 1814, o Congresso de Viena restaurou formalmente os territórios italianos dos Estados Pontifícios, mas não o Condado de Venaissin ou Avignon, ao controlo do Vaticano.
Após a restituição da soberania aos Estados Pontifícios, Pio VII decidiu abolir o feudalismo, transformando todos os títulos de nobreza (temporariamente abolidos durante a ocupação napoleônica) em títulos honoríficos desconectados de privilégios territoriais. Em 1853, Pio IX pôs fim à dualidade secular entre a nobreza papal e as famílias baroniais romanas, equiparando o patriciado cívico da cidade de Roma à nobreza criada pelo Papa.
De 1814 até a morte do Papa Gregório XVI em 1846, os papas seguiram uma política reacionária nos Estados Pontifícios. Por exemplo, a cidade de Roma manteve o último gueto judeu na Europa Ocidental.

O Reino da Itália e os Estados Pontifícios em 1870

### Unificação italiana
O nacionalismo italiano foi estimulado durante o período napoleônico, mas frustrado pela decisão do Congresso de Viena (1814–15), que buscava restaurar as condições pré-napoleônicas: a maior parte do norte da Itália estava sob o domínio de ramos juniores dos Habsburgos e dos Bourbons. Os Estados Papais na Itália central e o Reino Bourbon das Duas Sicílias no sul foram restaurados. A oposição popular ao governo clerical reconstituído e corrupto levou a revoltas em 1830 e em 1848, que foram reprimidas pela intervenção do exército austríaco.
As revoluções nacionalistas e liberais de 1848 afetaram grande parte da Europa. Em fevereiro de 1849, por meio da atuação de membros da sociedade secreta conhecida como Carbonária foi declarada a República Romana, e o até então liberal Papa Pio IX teve de fugir da cidade. A revolução foi reprimida com ajuda francesa em 1849 e Pio IX mudou para uma linha de governo conservadora. Até seu retorno a Roma em 1850, os Estados Papais eram governados por um grupo de cardeais conhecido como Triunvirato Vermelho.
Como resultado da Segunda Guerra da Independência Italiana, o Piemonte-Sardenha anexou a Lombardia, enquanto Giuseppe Garibaldi derrubou a monarquia Bourbon no sul.   Com medo de que Garibaldi estabelecesse um governo republicano, o governo piemontês solicitou ao imperador francês Napoleão III permissão para enviar tropas pelos Estados Papais para obter o controle do sul. Isso foi concedido sob a condição de que Roma não fosse perturbada. 
Em 1860, com grande parte da região já em rebelião contra o governo papal, o Piemonte-Sardenha invadiu e conquistou os dois terços orientais dos Estados Papais, consolidando seu domínio no sul. Bolonha, Ferrara, Úmbria, Marcas, Benevento e Pontecorvo foram formalmente anexadas em novembro do mesmo ano. Embora consideravelmente reduzidos, os Estados Papais ainda cobriam o Lácio e grandes áreas a noroeste de Roma.
Um Reino unificado da Itália foi declarado e em março de 1861 o primeiro parlamento italiano, que se reuniu em Turim, a antiga capital do Piemonte, declarou Roma a capital do novo reino. Entretanto, o governo italiano não pôde tomar posse da cidade porque uma guarnição francesa em Roma protegia o Papa Pio IX.

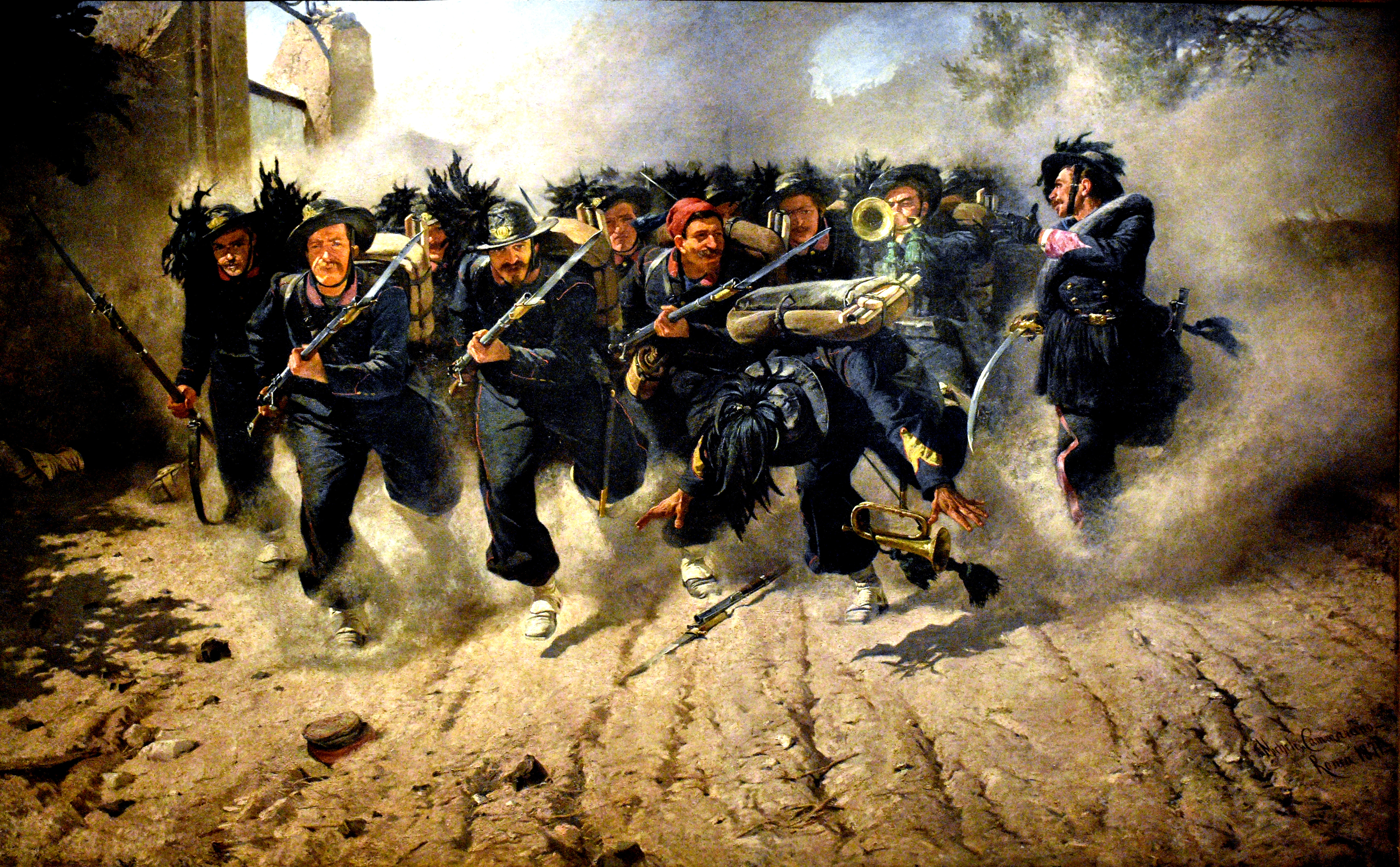
A violação da Porta Pia durante a captura de Roma

### Invasão italiana de Roma, 1870
A oportunidade para o Reino da Itália eliminar os Estados Papais surgiu em 1870; a eclosão da Guerra Franco-Prussiana em julho levou Napoleão III a retirar sua guarnição de Roma e o colapso do Segundo Império Francês na Batalha de Sedan privou Roma de seu protetor francês.
O rei Vítor Emanuel II inicialmente pretendia uma conquista pacífica da cidade e propôs enviar tropas para Roma, sob o pretexto de oferecer proteção ao papa. Quando o papa recusou, a Itália declarou guerra em 10 de setembro de 1870, e o exército italiano, comandado pelo general Raffaele Cadorna, cruzou a fronteira do território papal em 11 de setembro e avançou lentamente em direção a Roma.
O exército italiano chegou às Muralhas Aurelianas em 19 de setembro e colocou Roma sob estado de sítio. Embora o pequeno exército do Papa fosse incapaz de defender a cidade, Pio IX ordenou que ele oferecesse mais do que uma resistência simbólica para enfatizar que a Itália estava adquirindo Roma pela força e não pelo consentimento. Isso, aliás, serviu aos propósitos do Estado italiano e deu origem ao mito da Violação de Porta Pia, na realidade, um caso inofensivo envolvendo um ataque de canhão à queima-roupa que demoliu um muro de 1600 anos em mau estado de conservação. A defesa de Roma não foi, contudo, isenta de derramamento de sangue, com 12 mortos e 47 feridos entre as forças papais e 32 mortos e 145 feridos entre as tropas italianas.
O Papa Pio IX ordenou ao comandante das forças papais que limitasse a defesa da cidade para evitar derramamento de sangue. A cidade foi capturada em 20 de setembro de 1870. Roma e o que restou dos Estados Papais foram anexados ao Reino da Itália como resultado de um plebiscito em outubro seguinte. Isto marcou o fim definitivo dos Estados Papais.
Apesar do fato de que os poderes tradicionalmente católicos não ajudaram o Papa, o papado rejeitou a "Lei de Garantias" de 1871 e qualquer acomodação substancial com o Reino Italiano, especialmente qualquer proposta que exigisse que o Papa se tornasse um súdito italiano. Em vez disso, o papado se confinou (veja Prisioneiro no Vaticano) ao Palácio Apostólico e edifícios adjacentes no circuito das antigas fortificações conhecidas como Cidade Leonina, na Colina do Vaticano. A partir daí, manteve uma série de características pertinentes à soberania, como as relações diplomáticas, uma vez que no direito canônico estas eram inerentes ao papado.
Na década de 1920, o papado – então sob Pio XI – renunciou à maior parte dos Estados Pontifícios. O Tratado de Latrão com a Itália (então governada pelo Partido Nacional Fascista sob Benito Mussolini) foi assinado em 11 de fevereiro de 1929, criando o Estado da Cidade do Vaticano, formando o território soberano da Santa Sé, que também foi indenizada em algum grau pela perda de território.

## Governadores regionais
Como o nome plural Estados Papais indica, os vários componentes regionais mantiveram sua identidade sob o governo papal. O Papa era representado em cada província por um governador, que possuía um dentre vários títulos. Estes incluíam "legado papal", como no antigo principado de Benevento, ou em Bolonha, na Romanha e na Marca de Ancona; e "delegado papal", como no antigo Ducado de Pontecorvo e na Província de Campagne e Marítima. Outros títulos como " Vigário Papal", "Vigário Geral" e também vários títulos de nobreza, como "conde" ou mesmo "príncipe" foram usados. Entretanto, ao longo da história dos Estados Papais, muitos senhores da guerra e até mesmo chefes de bandidos controlaram cidades e pequenos ducados sem terem recebido nenhum título do Papa da época.

## Militares papais

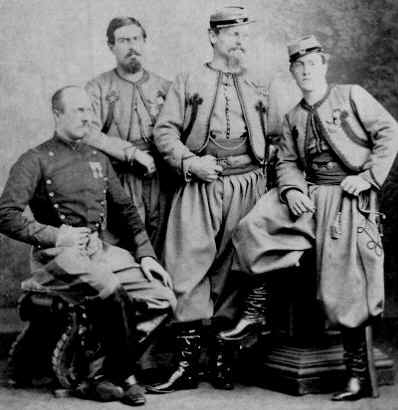
Zuavos Pontifícios posam em 1869.

Historicamente, os Estados Pontifícios mantiveram forças militares compostas por voluntários, mercenários (incluindo a Guarda da Córsega) e ordens militares católicas. Entre 1860 e 1870, o Exército Papal (Esercito Pontificio em italiano) era composto por dois regimentos de infantaria italiana recrutada localmente, dois regimentos suíços e um batalhão de voluntários irlandeses, além de artilharia e dragões. Em 1861, foi criado um corpo internacional de voluntários católicos, chamado de Zuavos Pontifícios, em homenagem a um tipo de infantaria argelina nativa colonial francesa, imitando seu tipo de uniforme. Predominantemente composto por voluntários holandeses, franceses e belgas, este corpo prestou serviço contra os Camisas Vermelhas de Garibaldi, os patriotas italianos e, finalmente, as forças da recém-unificada Itália.
O Exército Papal foi dissolvido em 1870, deixando apenas a Guarda Palatina, que foi dissolvida em 14 de setembro de 1970 pelo Papa Paulo VI; a Guarda Nobre, que também foi dissolvida em 1970; e a Guarda Suíça, que continua a servir como uma unidade cerimonial no Vaticano e como força protetora do Papa.
Uma pequena Marinha Papal também foi mantida, baseada em Civitavecchia, na costa oeste, e Ancona, na costa leste. Com a queda dos Estados Pontifícios em 1870, os últimos navios da flotilha partiram para a França, onde foram vendidos após a morte de Pio IX.